# Wormser Backfischfest

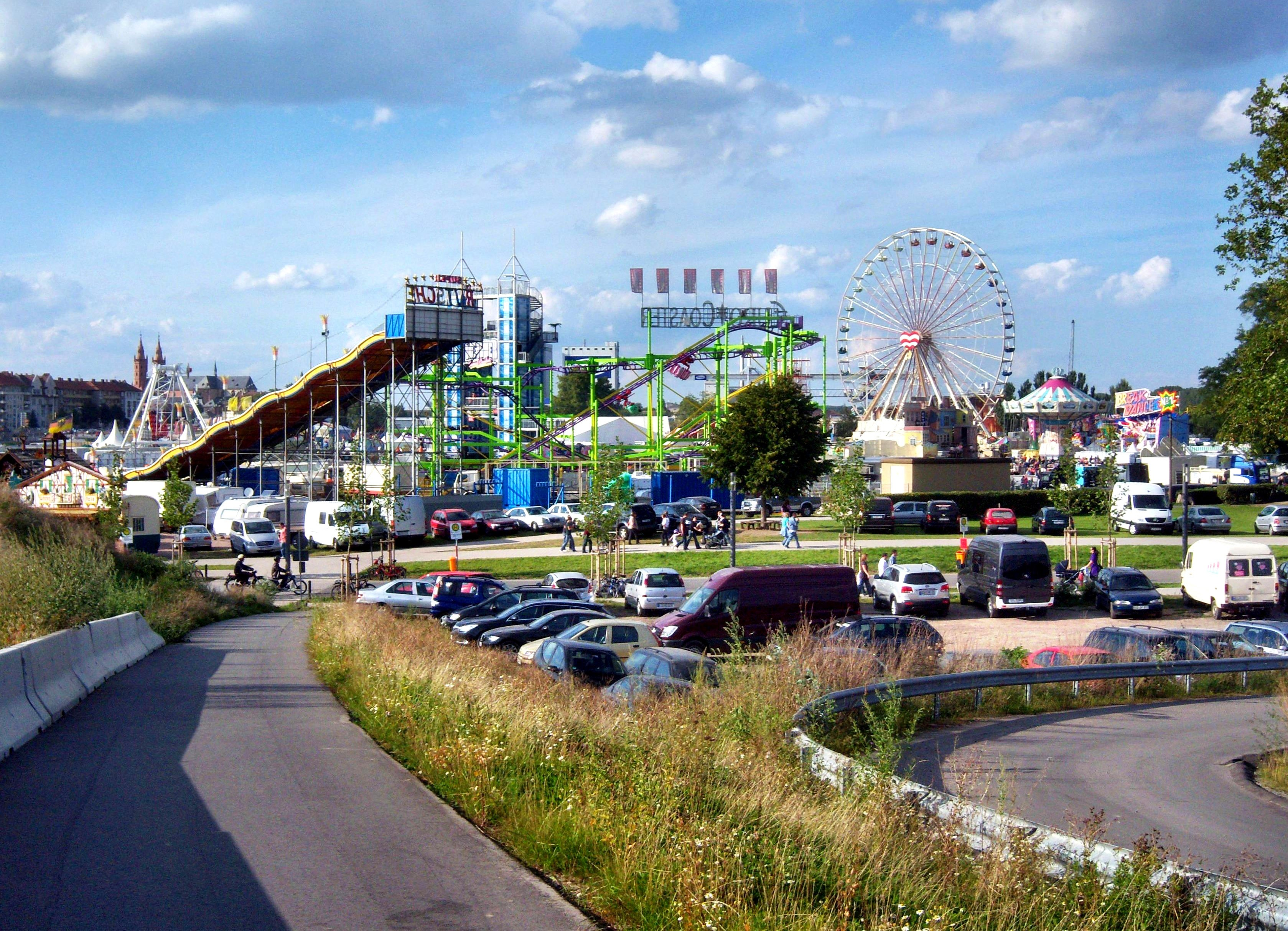
Backfischfest auf dem Wormser Festplatz

Das Backfischfest in Worms ist mit bis zu 700.000 Besuchern das nach Angaben des Veranstalters größte Volks- und Weinfest am Rhein. Es wird jährlich auf dem Festplatz Kisselswiese gefeiert und findet immer Ende August und Anfang September statt.

## Ablauf
Im Mittelpunkt des Backfischfestes steht eine der ältesten Fischerzünfte Deutschlands, die 1106 durch Bischof Adalbert II. gegründete Wormser Fischerzunft.
Traditionell eröffnet wird das Backfischfest auf dem Marktplatz am Samstag vor dem letzten Sonntag im August, wo es eine Aufführung des historischen Wormser Gesellentanzes gibt. Der Bojemääschter vun de Fischerwääd (Bürgermeister der Fischerweide) mit seiner Backfischbraut übernimmt symbolisch die Amtsgeschäfte im Rathaus während des Volksfestes am Rhein. Am ersten Sonntag schließt sich ein Festumzug durch die Straßen von Worms bis hin zum Festplatz an, bei dem viele Vereine und zahlreiche Unternehmen teilnehmen. Während der Festwoche finden eine Reihe von Veranstaltungen wie die Fischerwääder Kerb statt. Seinen Abschluss findet das Fest am ersten Sonntag im September mit dem traditionsreichen Fischerstechen im Wormser Floßhafen und in der Regel mit einem großen Höhenfeuerwerk am Rhein, das 2007 zum ersten Mal musikalisch untermalt war.
Zu den Attraktionen auf dem 2003 neu gestalteten und ca. 17.000 m² großen Festplatz gehören die zahlreichen Fahrgeschäfte, der Wonnegauer Weinkeller, ein Zelt, in dem mehr als 400 verschiedene rheinhessische Rot- und Weißweine sowie Winzersekt in Piffchen zur Verkostung angeboten werden und die Backfischbratereien, von denen das Fest seinen Namen haben soll. Als Ursprung des Namens kommt aber auch die Bezeichnung für junge Mädchen in Frage.

## Geschichte

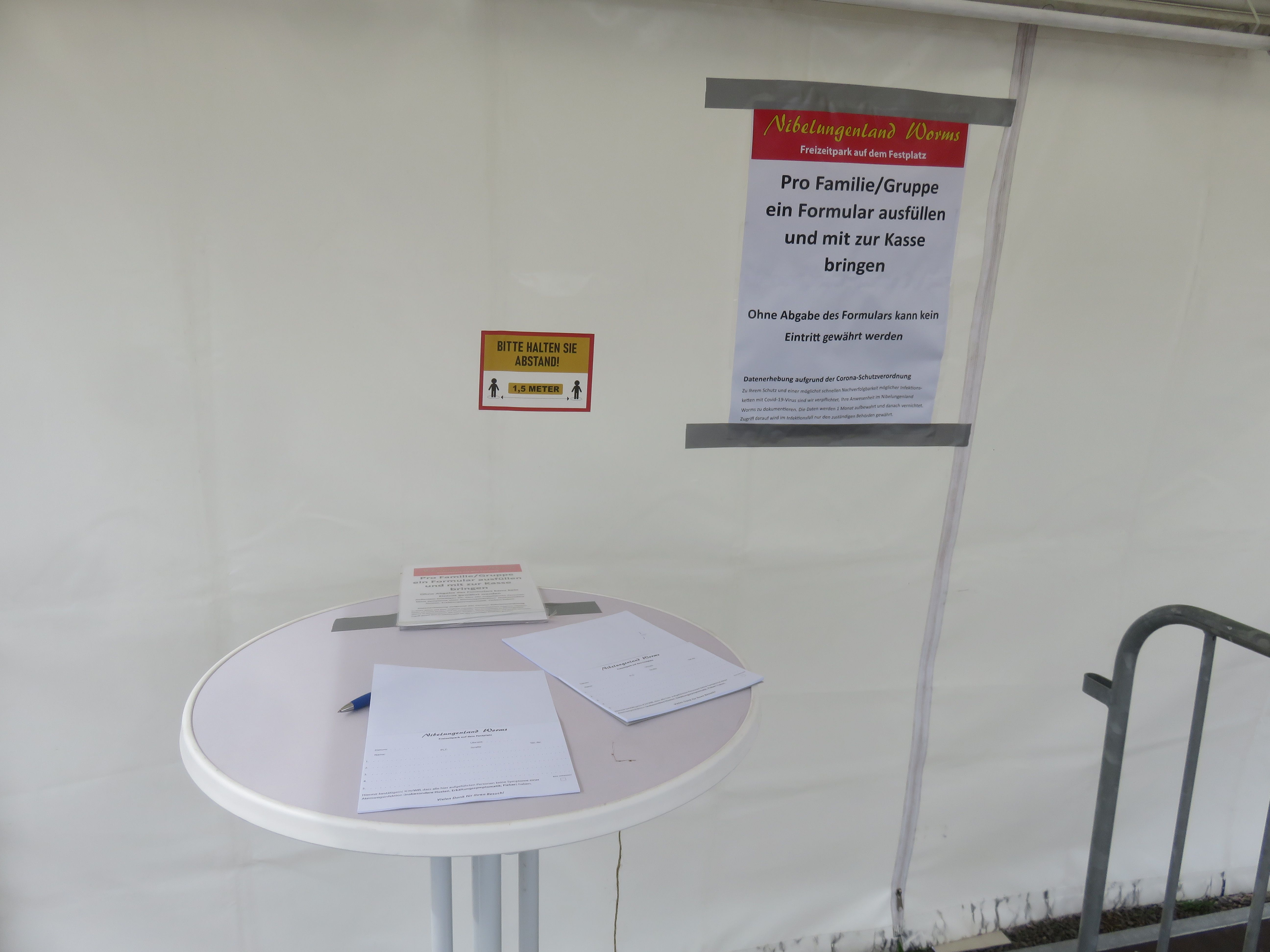
2020 ersetzt das 1. Nibelungenland das wegen Corona abgesagte Backfischfest mit reduziertem Angebot

Nach dem Ersten Weltkrieg mussten die Feiern zum Sedantag, dem Nationalfeiertag im Deutschen Kaiserreich (1871–1918) eingestellt werden. Worms hatte mit den Messen zu Pfingsten und Allerheiligen nur noch zwei nennenswerte Feste, die zunehmend an Bedeutung verloren. Im Frühsommer 1933 mehrten sich die Anregungen, dass es in Worms wieder ein größeres Fest geben solle. Der Verkehrsverein wurde mit den Planungen beauftragt. Verkehrsdirektor Konrad Fischer, der bereits Anfang des Jahrhunderts das kurzlebige „Rosenfest“ ins Leben gerufen hatte, erfand ein Weinfest am Rhein in der ungefähren Zeitlage des früheren Sedantages mit der Bezeichnung „Backfischfest“. Die Premiere im September 1933, damals wie heute über neun Tage, war ein voller Erfolg, trotz anfänglicher Überzeugungsschwierigkeiten bei Wirten und Fischern.
Nach dem Krieg lebte das Backfischfest 1949 wieder auf. Neu hinzu kamen die bis heute festen Bestandteile Wonnegauer Weinkeller, Fischerstechen, Gesellentanz, Feuerwerk und die Ausweitung der Fischerwääder Kerb. Wegen der Corona-Pandemie fiel im Jahre 2020 das Backfischfest aus, aufgrund des staatlich auferlegten Verbots von Großveranstaltungen zur Eindämmung der Viren-Ausbreitung. Nachdem die Schausteller jedoch dem Ordnungs- und Gesundheitsamt ein ausgearbeitetes Hygienekonzept vorlegen konnten, veranstalteten die Budenbetreiber als Ersatz an gleicher Stelle zum ersten Mal das Volksfest Nibelungenland, mit einem reduzierten Angebot an Attraktionen im Vergleich zum herkömmlichen Backfischfest und unter strengen Auflagen der Corona-Schutzmaßnahmen.

## Brauchtum

### Fischerwääd
In der Fischerwääd (Fischerweide), einer zwischen Stadtmauer und Rhein gelegenen Gasse, wohnten einst die Wormser Fischer, nach eigenen Angaben eine der ältesten Fischerzünfte Deutschlands (gegründet 1106). Sie bildet mit der Bojemääschterei (Bürgermeisterei) des Fischerwääder Vereins zur Brauchtumspflege das Zentrum der selbigen. In der Bojemääschterei ist die Fischerwääder Stubb untergebracht, wo Erinnerungsstücke und Dokumente der Fischerzunft präsentiert werden. Der Bojemääschter (Bürgermeister) übernimmt während des Backfischfestes gemeinsam mit seiner Backfischbraut symbolisch die Regentschaft über Worms. Hierzu erhält er bei der Eröffnung vom Oberbürgermeister der Stadt den Stadtschlüssel im Tausch gegen eine repräsentativ hergerichtete Fischplatte. Dieser Brauch reicht zurück ins Mittelalter, als die Wormser Fischer ebenfalls mit Fischen als Geschenk um die Genehmigung ihrer Feste baten.
In der Fischerwääd findet am ersten Festsonntag der Fischerwääder Frühschoppen statt, am Backfischfest-Mittwoch die Fischerwääder Kerb.

### Wormser Gesellentanz
Der Wormser Gesellentanz ist fester Bestandteil der Eröffnungsfeier. Er wurde erstmals 1483 zu Ehren von Bischof Johann III. von Dalberg bei dessen Ankunft in Worms öffentlich aufgeführt. Die erste Erwähnung des Tanzes stammt aus einer zeitgenössischen Chronik:
„Auf den Tag des Einreitens sammelte sich die Zunft vor der Münze, desgleichen auch die Knechte und auf die gesetzte Stunde gingen die Knechte alle ordentlich je zwei und zwei miteinander und hatten einen Hauptmann, der war viel in Kriegsläufen gewesen und konnte die Knechte wohl ordnen, dass sie einen Tanz und ein Rädlein machten. Dazu hatte man ihnen einen Pauker bestellt mit einem Pfeifer“.
Aufgrund dieses historischen Berichtes konnte der Tanz rekonstruiert werden. Im Jahre 1926 wurde der Tanz zur Melodie des Alten Pfeifermarsches in ausgebauter Form von der Turngemeinde 1846 Worms erstmals wieder aufgeführt. Er wird von sechzehn Zunftgesellen, einem Vortänzer und einem Fahnenschwinger ausgeführt, begleitet werden diese von vier Musikanten (Oboe, Klarinette, Fagott, Landsknechtstrommeln). Die Mitwirkenden sind in historischen Kostümen in den Wormser Stadtfarben rot und weiß gekleidet.

### Wormser Ledertanz
Ebenso Bestandteil der offiziellen Eröffnungsfeier ist der Wormser Ledertanz, traditionell aufgeführt von Oberstufenschülern des Wormser Gauss-Gymnasiums. Die ausschließlich männlichen Schüler stellen dabei symbolisch Arbeitsschritte des Gerbens in der Lederverarbeitung dar. Erinnert wird hierdurch an die einstmals dominierende Lederindustrie in Worms, die ab 1834 (Gründung der Lederfabrik „Cornelius Heyl AG“) für den industriellen Aufstieg der  Stadt verantwortlich war und nach dem Zweiten Weltkrieg an Bedeutung verlor. Die letzte Wormser Lederfabrik, „Heylsche Lederwerke Liebenau“, schloss 1974. Der Tanz entstand anlässlich des Rheinland-Pfalz-Tages 1986, bei dem Wormser Schulen die Geschichte der Stadt Worms darstellten und das Gauss-Gymnasium sich für die Geschichte der Lederindustrie entschied.

### Fischerstechen
Das nach eigenen Angaben älteste Fischerstecherturnier findet seit 1933 am letzten Tag des Backfischfestes (Sonntag) statt. Die teilnehmenden Mannschaften, hauptsächlich Mitglieder örtlicher Wassersportvereine, sammeln sich zuvor in der Fischerweide, dem ehemaligen Wohngebiet der Fischer, und ziehen gemeinsam Richtung Rhein. Im angrenzenden Floßhafen beginnt das Fischerstechen dann traditionell um 14:30 Uhr mit dem Eröffnungsduell zwischen Bauer und Bäuerin, anschließend kämpfen die Stechermannschaften um den Wanderpokal des Oberbürgermeisters. Eine Mannschaft besteht aus zwei Rudergängern und dem Stecher. Der Stecher steht auf einem an der Spitze des Nachen befestigten Podest und versucht, seinen Kontrahenten mit einer fünf Meter langen Lanze ins Wasser zu stoßen. Rekordhalter ist der ehemalige Vize-Europameister Uwe Thudium (Wormser Ruderclub Blau-Weiß von 1883) mit sieben Siegen.
Im Jahr 2006 fiel das Fischerstechen wegen eines tragischen Unglücks aus. Ein Fallschirmspringer landete bei der Eröffnung des Turniers nahezu ungebremst zwischen zwei Booten und erlag noch an der Unfallstelle seinen Verletzungen. Fischerstechen und Abschlussfeuerwerk wurden daraufhin abgesagt.